# Santiago Open
Il Santiago Open è stato un torneo di tennis facente parte del Grand Prix giocato dal 1978 al 1981 a Santiago in Cile su campi in terra rossa.

## Albo d'oro

### Singolare
| Anno | Vincitore         | Finalista         | Punteggio     |
| ---- | ----------------- | ----------------- | ------------- |
| 1976 | José Higueras     | Carlos Kirmayr    | 5–7, 6–4, 6–4 |
| 1977 | Guillermo Vilas   | Jaime Fillol      | 6–0, 2–6, 6–4 |
| 1978 | José Luis Clerc   | Víctor Pecci      | 3–6, 6–3, 6–1 |
| 1979 | Hans Gildemeister | José Higueras     | 7–5, 5–7, 6–4 |
| 1980 | Víctor Pecci      | Christophe Freyss | 4–6 6–4 6–3   |
| 1981 | Hans Gildemeister | Andrés Gómez      | 6–4 7–5       |

### Doppio
| Anno | Vincitori                          | Finalisti                  | Punteggio       |
| ---- | ---------------------------------- | -------------------------- | --------------- |
| 1976 | Patricio Cornejo Hans Gildemeister | Lito Álvarez Belus Prajoux | 6–3, 7–6        |
| 1977 | Patricio Cornejo Jaime Fillol      | Henry Bunis Paul McNamee   | 5–7, 6–1, 6–1   |
| 1978 | Hans Gildemeister Víctor Pecci     | Álvaro Fillol Jaime Fillol | 6–4, 6–3        |
| 1979 | Non disponibile                    | Non disponibile            | Non disponibile |
| 1980 | Belus Prajoux Ricardo Ycaza        | Carlos Kirmayr João Soares | 4–6, 7–6, 6–4   |
| 1981 | Hans Gildemeister Andrés Gómez     | Ricardo Cano Belus Prajoux | 6–2, 7–6        |